# Muchajjam al-Dżalazun
Muchajjam al-Dżalazun (arab. ‏مخيم الجلزون‎, Muḫayyam al-Ǧalazūn) – obóz dla uchodźców w Palestynie, w muhafazie Ramallah i Al-Bira. Według danych szacunkowych Palestyńskiego Centralnego Biura Statystycznego w 2016 roku obóz liczył 9998 mieszkańców.